# لکه سیاه بزرگ

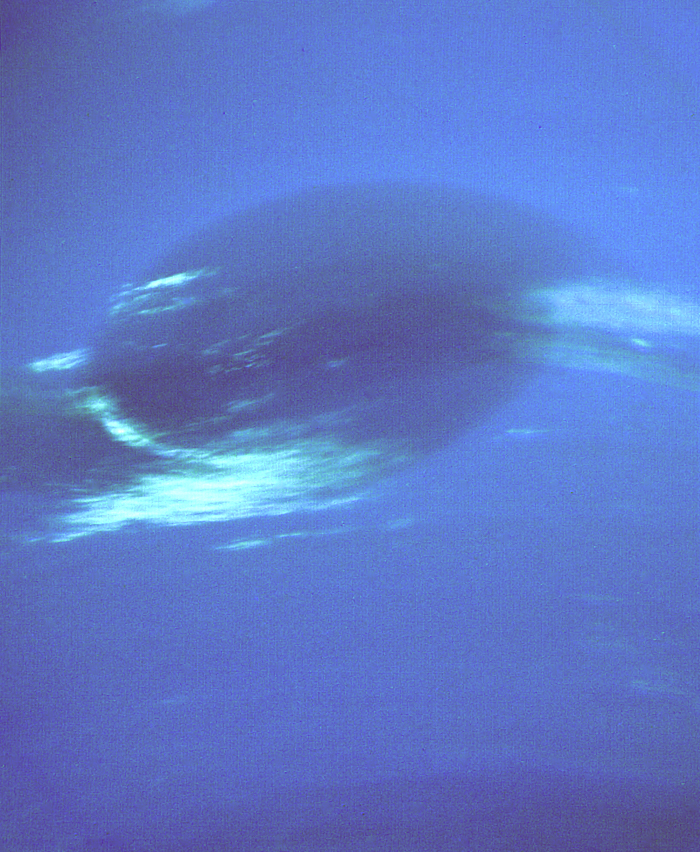
تصویری از لکهٔ سیاه بزرگ که توسط فضاپیمای وویجر ۲ گرفته شده‌است.

 لکهٔ سیاه بزرگ  پدیده‌ای است که آشفته‌ترین بخش سیارهٔ نپتون نامیده می‌شود. در اطراف لکهٔ سیاه بزرگ ابرهای سفیدی وجود دارد. این لکه که بیشتر شبیه گردباد است و در نیمکرهٔ جنوبی سیاره قرار دارد و هم‌اندازهٔ کرهٔ زمین است.
این لکه در جهت خلاف عقربه‌های ساعت می‌چرخد و بعضی اوقات لکه‌های سیاه کوچک‌تری از خود تولید می‌کند. لکهٔ سیاه بزرگ نپتون از بسیاری جهات شبیه لکهٔ سرخ مشتری است، با این تفاوت که بیشتر دچار تغییر در اندازه و شکل خود می‌شود.